# 베른트 알로이스 치머만
베른트 알로이스 치머만（독일어: Bernd Alois Zimmermann, 1918년 3월 20일 ~ 1970년 8월 10일) 은 독일의 현대음악 작곡가이다. 오페라 〈군인들〉은 알반 베르크 이후 가장 뛰어난 20세기 독일 오페라로 인정된다.

## 생애
쾰른 근교 에어프트슈타트의 블리스하임에서 태어났다. 그 사이에 전쟁으로 중단하고 있었지만, 쾰른 음악 대학교와 쾰른 대학교에서 배운 후, 다름슈타트 하계 현대음악제에 참가, 르네 레이보비츠로부터 음렬 리듬의 영향을 받는다. 1956년에 ISCM 독일 의장으로 승격된다. 1957년에 모교의 음악대학에서 프랑크 마르탱의 후임으로서 작곡과 교수로 근무해 시노하라 마코토나 요하네스 프리체 등을 길러 후년의 슈토크하우젠 체제의 가교 역할을 한다. 말년에는 결국 자신의 음악이 이해되지 않는다고 생각해 권총 자살로 생을 마감했다.